# Panikos Chatzīloïzou
Panikos Chatzīloïzou (in greco: Πανίκος Χατζηλοϊζου; 30 settembre 1959) è un ex calciatore cipriota, di ruolo centrocampista.
È citato anche come Panikos Hatziloizou.

## Carriera

### Club
Ha giocato nella massima serie cipriota con l'Aris Limassol.

### Nazionale
Ha esordito con la nazionale cipriota nel 1982, giocando 6 partite fino al 1991.